# Konrad A. Lattner
Konrad Adolf Lattner, auch: Karl August Lattner (* 15. Januar 1896 in Anklam; † 16. Januar 1979 in Göttingen) war ein deutscher Maler, der der Neuen Sachlichkeit, nach einer Ausstellung im Jahr 2016/2017 auch der Surrealen Sachlichkeit zugerechnet wird.

## Leben
Konrad A. Lattner wuchs in Anklam auf und besuchte dort die Schule. Seine Eltern waren der Nähmaschinen- und Kurzwarenhändler Adolf Lattner und dessen Ehefrau Emilie, geb. Metzler. 1913 begann er ein Studium der Bildhauerei bei Johann Michael Bossard an der Staatlichen Kunstgewerbeschule Hamburg (heute Hochschule für bildende Künste Hamburg). Von 1914 bis 1917 nahm er am Ersten Weltkrieg teil. Danach setzte er bis 1918 sein Studium bei Bossard fort. Von 1919 bis 1920 war er an dieser Kunstgewerbeschule Meisterschüler des Bildhauers Richard Luksch. Er wandte sich dann jedoch der Malerei zu.
Lattner kehrte 1920 nach Anklam zurück und heiratete 1921 die Anklamerin Martha Louise Anna Haefke (1902–1983), genannt Mascha. Sie wohnten in Anklam zunächst in der Stettiner Straße 37, später in der Stettiner Landstraße 30.  Ihr Sohn Rembrandt Lattner, geboren am 2. Oktober 1923, starb im Zweiten Weltkrieg. Der Grabstein weist das Todesdatum „gef. 4.2.44“ aus. Ab 1921 arbeitete Lattner  als freischaffender Maler in Anklam. Sein erstes großes Ölbild, „Christus“ (1923), zeigte er auf einer Ausstellung der Anklamer Kunstgilde. Lattner vernichtete dieses Bild noch vor 1929, setzte jedoch seine expressionistischen Darstellungen einzelner Personen mit den Gemälden „Elia“ und „Siegfried“ fort. 1925 reiste er nach Italien. Nach seiner Rückkehr entstand 1926 das Ölbild „Judas“. Danach malte er mehrere Porträts, zwei Selbstbildnisse und zahlreiche Aquarelle. Oft stellte Lattner im Hintergrund seiner Bilder das Panorama der Stadt Anklam an der Peene dar.
Bilder und Zeichnungen Lattners wurden im März 1925 in der Zweiten Stralsunder Kunstausstellung gezeigt.
1926 hielt er sich auf Einladung von Max Liebermann in Berlin auf. Im gleichen Jahr wurde Lattner in den Vorstand des Pommerschen Künstlerbundes gewählt. Es folgten Einzelausstellungen in Stettin, Greifswald, auf Rügen und in Amsterdam.
Zur 10. Greifswalder Kunstausstellung, die Ende November 1926 eröffnet wurde, stellte Lattner sein Gemälde „Fahnenträger“ aus. Dieses Gemälde erwarb Edmund Forster Anfang 1927 für die Psychiatrische und Nervenklinik der Universität Greifswald. Lattner fertigte auch zahlreiche kunstgewerbliche Entwürfe für Möbelstücke, Lampen, Dosen und andere Gegenstände an. Dazu gehörten Entwürfe für Möbel und Wandgestaltungen in der Greifswalder Nervenklinik.
Der Oberpräsident von Stettin erwarb Lattners Bild „Judas“ und übergab es 1928 der Berliner Nationalgalerie.
Im Frühjahr 1928 hielt sich Lattner länger in Italien auf. Während dieser Studienreise entstanden mehrere Aquarell-Landschaftsbilder. Bereits 1929 wurde Lattners Stil der Neuen Sachlichkeit zugerechnet. Lattner fand aber für seine großen Ölbilder schwer Käufer.
Bis 1932 erwarb Forster von Lattner vier weitere Gemälde und einige Aquarelle für die Greifswalder Nervenklinik. Forster beging im September 1933 nach einer infamen Denunziation Suizid.
Einige Werke Lattners galten den Nazis als „entartet“. Die durch Forster insgesamt 23 erworbenen Werke Lattners wurden zunächst auf dem Dachboden der Nervenklinik eingelagert.
Im Januar und Februar 1934 fand im Städtischen Museum Stettin die Ausstellung „Pommersche Künstler der Gegenwart“ statt, in der auch Gemälde von Lattner gezeigt wurden. Nach dieser Ausstellung wurde vom Stettiner Museumsleiter Otto Holtze mindestens ein Werk von Lattner mit einer Fischer- oder Küstendarstellung für die ständige Ausstellung im Städtischen Museum angekauft.
Eine weitere Stettiner Ausstellung, bei der Lattner ebenfalls mit Bildern beteiligt war, folgte im November 1934 unter dem Titel „Das Land am Meer. Pommersche Kunst der Gegenwart.“
In den Folgejahren erhielt Lattner nur kleinere Aufträge, unter anderem vom Besitzer der Anklamer Verlagsdruckerei Richard Poettcke Nachf. Seit 1929 hatte Lattner die Einbandgestaltung des Anklamer Heimatkalenders übernommen und konnte diese Arbeit bis zur Ausgabe für 1941 fortführen. Auch die Illustration der zweiten Auflage „Volkssagen aus dem Kreis Anklam“, die 1939 erschien, war ein Auftrag des Richard Poettcke Nachf. Verlags.
1937 wurde in der Nazi-Aktion „Entartete Kunst“ aus der Nationalgalerie Berlin (Kronprinzen-Palais), dem Haus der Heimat Greifswald, der Akademische Kunstsammlung Greifswald und dem Museum für Kunst und Kunstgewerbe Stettin acht seiner Bilder beschlagnahmt, einige danach zerstört, darunter auch der „Judas“. Im gleichen Jahr wurden die Werke, die sich noch auf dem Dachboden der Psychiatrischen und Nervenklinik in Greifswald befanden, begutachtet und fast alle als „entartete Kunst“ eingestuft. Anfang 1939 wurden fünf Gemälde und 15 Aquarelle Lattners auf Anweisung des Ministers für Wissenschaft und Erziehung an die Berliner Nationalgalerie zur Aufbewahrung überstellt.
In einem Brief an Franz Dornseiff erwähnte Lattner am 1. Februar 1941, dass er sich wieder mit Malerei beschäftige. Zu den wenigen aus dieser Zeit erhalten gebliebenen Ölgemälden Lattners gehört „Ein Fischer“. Es entstand 1942.  1944 wurden beim Bombardement Anklams zahlreiche Werke Lattners zerstört.
Nach dem Ende des Zweiten Weltkriegs wurde Lattner zur Mitarbeit in der von der Roten Armee eingesetzten Sequestrierungskommission herangezogen. Zugleich wurde er 1945 kurzzeitig wegen des angeblich illegalen Verkaufs von Bildern inhaftiert. Lattner war Mitbegründer des Kulturbundes Anklam und von 1946 bis 1951 dessen Vorsitzender. 1951 verließ er Anklam und die DDR. Er lebte in West-Berlin und Hamburg, seit 1954 in Düsseldorf-Heerdt und seit 1959 bis zu seinem Tode in Göttingen. Unbekannt ist, ob Lattner in Göttingen weiterhin als Künstler tätig war. Er beteiligte sich dort nicht an Ausstellungen. 1981 wurde sein Schaffen im Rahmen einer Retrospektive durch das Pommersche Landesmuseum / Stiftung Pommern gewürdigt.
15 Aquarelle Lattners, die 1939 zusammen mit den fünf Gemälden aus der Nervenklinik Greifswald der Nationalgalerie Berlin überstellt wurden, befinden sich heute im Kupferstichkabinett Berlin.
1983 erhielt die Stiftung Pommern in Kiel nach dem Tod von Mascha Lattner insgesamt 69 nachgelassene Gemälde Lattners. Konrad und Martha (Mascha) Lattner hatten keine weiteren Kinder.
Bilder Lattners befinden sich unter anderem im Anklamer Museum im Steintor, in Museen in Berlin und Greifswald. Die Sammlung im Anklamer Museum im Steintor enthält 25 Werke von Lattner. 2016/2017 waren drei seiner Werke Teil der Ausstellung Surreale Sachlichkeit. Werke der 1920er- und 1930er-Jahre aus der Nationalgalerie.

## Werke

### Werke in Galerien und Museen (Auswahl)
- Fahnenträger (Neue Nationalgalerie Berlin, Ident-Nr.: A III 897), 1926, 205 cm × 99 cm, Öl auf Leinwand.
- Frau am Fenster (Neue Nationalgalerie Berlin, Ident.-Nr. A IV 198), um 1927–1930, 80 cm × 62 cm, Öl auf Leinwand.
- Mann mit Hut (Neue Nationalgalerie Berlin, Ident.-Nr.: A IV 199), um 1927, 64 cm × 44 cm, Öl auf Leinwand.
- Roter Turm (Neue Nationalgalerie Berlin, Ident.-Nr.: A IV 200), 1929, 88 cm × 60 cm, Öl auf Leinwand.
- Schlafende (Neue Nationalgalerie Berlin, Ident-Nr.: A IV 201), um 1930, 61 cm × 77 cm, Öl auf Leinwand.
- Kähne (Pommersches Landesmuseum Greifswald, Ident-Nr.: Ident.-Nr.: aa001795), 99 cm × 68,5 cm, Öl auf Leinwand.
- Haffkahn vor Anklam (Museum im Steintor Anklam, Inventar-Nr. V3124), 1930er−1940er Jahre, 66 cm × 56 cm, Öl auf Leinwand.
- Ehepaar vor Anklam (Museum im Steintor Anklam, Inventar-Nr. 2585), 161 cm × 131 cm, Öl.

### 1937 als „entartet“ beschlagnahmte Werke
Die Datenbank zum Beschlagnahmeinventar der Aktion „Entartete Kunst“ enthält folgende Einträge:
- Judas (Öl auf Leinwand; zerstört)
- Erweckung des Jairus Töchterlein (Aquarell; zerstört)
- Fischerfrau (Aquarell; über die Kunsthandlung Bernhard A. Böhmer 1940 „verwertet“)
- Hafenstadt (Aquarell; über die Kunsthandlung Bernhard A. Böhmer 1940 „verwertet“)
- Malcesine (Aquarell)
- Zeitungsleser (Aquarell; zerstört)
- Zwei Köpfe (Druckgrafik)
- Kopf in Grün (Zeichnung)